# Општина Белин (Ковасна)
Белин (рум. Belin) општина је у Румунији у округу Ковасна.
Oпштина се налази на надморској висини од 528 m.